# Hemiphyllodactylus bintik
Espèce
Hemiphyllodactylus bintik est une espèce de geckos de la famille des Gekkonidae.

## Répartition
Cette espèce est endémique du Terengganu en Malaisie. Elle se rencontre sur le Gunung Tebu.

## Description
Le mâle holotype mesure 36,6 mm de longueur standard.

## Publication originale
- Grismer, Wood, Anuar, Quah, Muin, Onn, Sumarli & Loredo, 2015 : Repeated evolution of sympatric, palaeoendemic species in closely related, co-distributed lineages of HemiphyllodactylusBleeker, 1860 (Squamata: Gekkonidae) across a sky-island archipelago in Peninsular Malaysia. Zoological Journal of the Linnean Society, vol. 174, no 4, p. 859–876.